# Purwokerto
Purwokerto est une ville d'Indonésie dans la province de Java central. Sa population était de 250 000 habitants en 2005.
C'est le chef-lieu du kabupaten de Banyumas.
La ville est le siège du diocèse de Purwokerto avec la cathédrale du Christ-Roi.

## Géographie
Purwokerto est située au pied du volcan Slamet, le plus élevé de la province. La ville est traversée par la rivière Kranji.

## Histoire

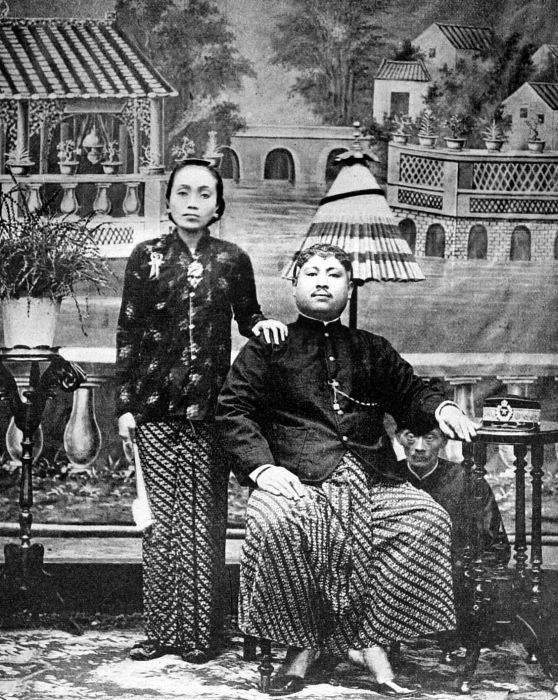
Le regent de Purwokerto.
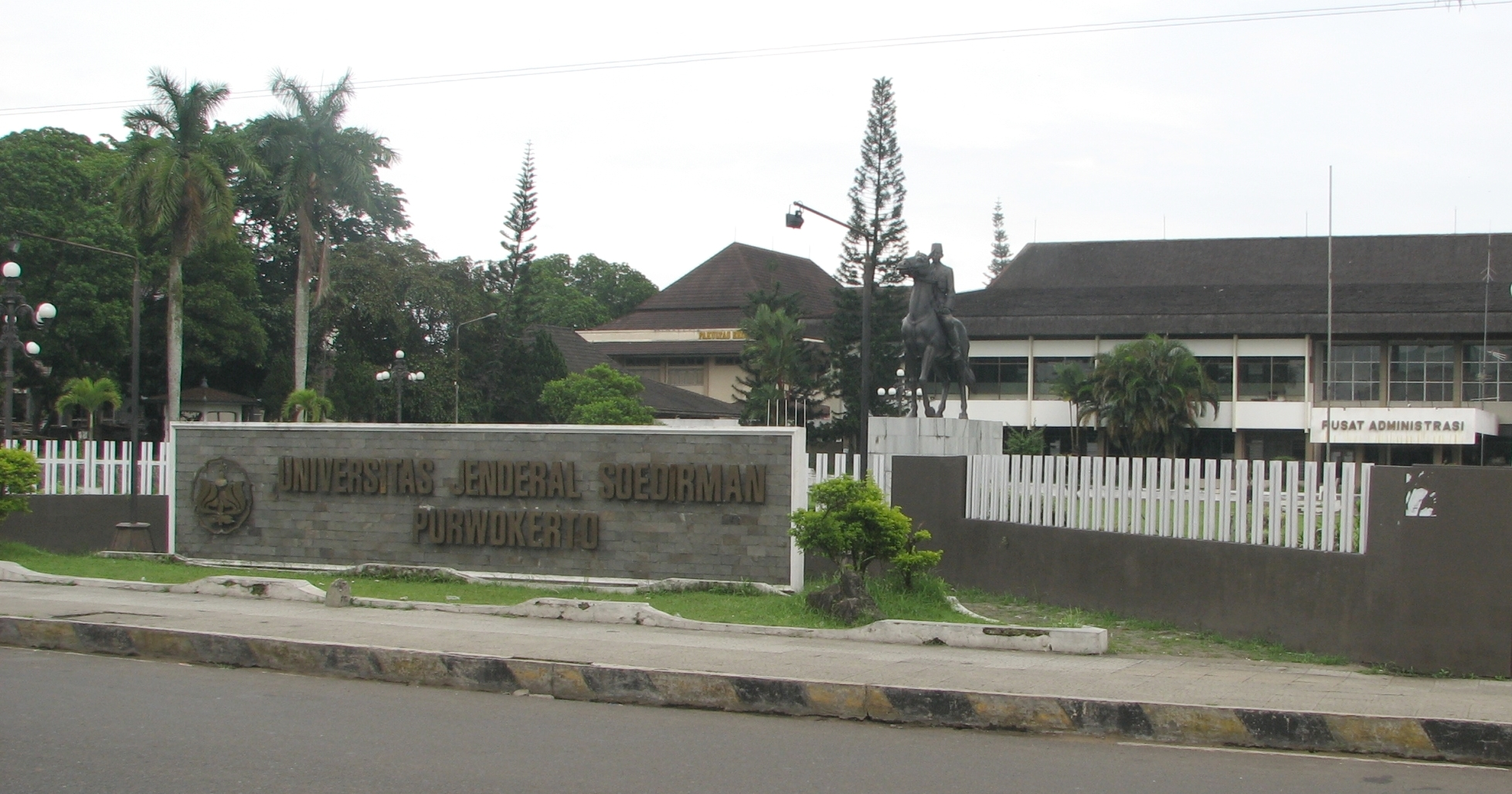
L'université du général Soedirman.

## Éducation
Purwokerto est le siège de l'université du général Soedirman, nommée d'après le premier commandant en chef de l'armée indonésienne.

## Personnalités liées à la ville
- Mayangsari (1971-), chanteuse indonésienne.